# Fashion King (película)
Fashion King (hangul: 패션왕 ; RR: Paesyeonwang) es una película coreana del 2014, basada en un web-toon con el mismo nombre creado por Kian84.

## Argumento
Woo Ki Myung decide convertirse en el hombre más fabuloso del mundo. Con el fin de obtener a la chica más guapa que es su compañera de clase de la escuela secundaria. Mientras tanto, Kwak Eun Jin le gusta Woo Ki Myung. Ella intenta cambiar su estilo para llamar su atención.

## Reparto
- Joo Won es Woo Ki Myung.
- Sulli es Kwak Eun Jin.
- Ahn Jae Hyun es Won Ho.
- Park Se-young es Park Hye Jin.
- Kim Sung-oh es Kim Nam-jung.
- Bae Yoo-ram es un compañero de clase de Woo Ki-myung.
- Lee Geung-young (cameo).
- Nana (cameo).